# Vauciennes (Oise)
Vauciennes  es una población y comuna francesa, en la región de Picardía, departamento de Oise, en el distrito de Senlis y cantones de cantón de Crépy-en-Valois.

## Demografía
| 697 | 717 | 710 | 813 | 773 | 660 | 574 |
| Para los censos de 1962 a 1999 la población legal corresponde a la población sin duplicidades (Fuente: INSEE [Consultar]) |     |     |     |     |     |     |